# هاروی فلچر
 هاروی فلچر (انگلیسی: Harvey Fletcher؛ زاده ۱۱ سپتامبر ۱۸۸۴ درگذشته ۲۳ ژوئیهٔ ۱۹۸۱) یک فیزیک‌دان و مخترع اهل ایالات متحده آمریکا بود.